# N-156
La N-156 es una carretera nacional española que conecta la carretera N-2 con el Aeropuerto de Gerona.
En la actualidad es la carretera nacional más corta de España.
- Datos: Q10945712